# Baie Carrière
Baie Carrière är en vik i Kanada.   Den ligger i provinsen Québec, i den sydöstra delen av landet, 300 km nordväst om huvudstaden Ottawa.
I omgivningarna runt Baie Carrière växer i huvudsak blandskog. Trakten runt Baie Carrière är nära nog obefolkad, med mindre än två invånare per kvadratkilometer.